# 索托德塞拉托
索托德塞拉托，是西班牙卡斯蒂利亚-莱昂帕伦西亚省的一个市镇。 总面积13平方公里，总人口217人（2001年），人口密度17人/平方公里。